# Alice Smithová
Alice Smith (* 1978) je americká zpěvačka. Studovala historii na Fordham University a své první album nazvané For Lovers, Dreamers & Me vydala v roce 2006. Následujícího roku byla neúspěšně nominována na cenu Grammy. Roku 2011 přispěla písní „Baby“, na které se s ní podílel zpěvák Aloe Blacc, na kompilaci Red Hot + Rio 2. V roce 2013 vydala své druhé sólové album s názvem She.